# 練習曲
練習曲，是指專門提供某樂器的練習特定技巧的音樂作品，钢琴练习曲是最常见的练习曲，著名的钢琴练习曲作者包括拜厄、车尔尼等，他们的作品很适合初学者。
但并不是所有练习曲都是仅为初学者练习而作的，有不少练习曲甚至要求演奏者有极高的技巧，因此这些曲目常常成为音乐会上的演奏作品，也可能成為著名的樂曲。例如蕭邦的鋼琴練習曲中，有幾首比較著名的作品，以及李斯特的超技練習曲（12 Grand Etudes）就經常出現在鋼琴家的演奏會曲目中。